# 133889 Nicholasmills
133889 Nicholasmills è un asteroide della fascia principale. Scoperto nel 2004, presenta un'orbita caratterizzata da un semiasse maggiore pari a 2,3395139 UA e da un'eccentricità di 0,2209365, inclinata di 13,65485° rispetto all'eclittica.